# Luca Garritano
Luca Garritano (Cosenza, 11 februari 1994) is een Italiaans voetballer die bij voorkeur als offensieve middenvelder speelt. Na het faillissement van Chievo Verona in 2021 verkaste hij naar Frosinone.

## Clubcarrière
Garritano debuteerde op 4 oktober 2012  voor Internazionale, in de Europa League tegen Neftçi Bakoe.

## Interlandcarrière
Garritano speelde voor Italië –16, Italië –18, Italië –19 en Italië –20. In 2015 debuteerde hij in Jong Italië.